# Racing Rioja Club de Fútbol "B"
El Racing Rioja Club de Fútbol "B" fue un club de fútbol de España de la ciudad de Logroño (La Rioja), filial del Racing Rioja C. F., que llegó a competir en Tercera Federación.

## Historia
El Racing Rioja Club de Fútbol "B" fue creado en 2020 con el nombre de Racing Rioja Súper Nova "B".
Tras dos años en categoría regional, el equipo consiguió el ascenso a Tercera Federación tras llegar a la final del playoff de ascenso en la temporada 2021-22, y quedar una plaza extra vacante por el ascenso del C. D. Alfaro a Segunda Federación en la promoción de ascenso a Segunda Federación 2022.
En su estreno en Tercera Federación, en la temporada 2022-23, el equipo perdió el apelativo de "Súper Nova", quedando el nombre en Racing Rioja Club de Fútbol "B". Esa misma temporada se consumó el descenso a Regional Preferente a falta de cuatro jornadas para el final.
Finalmente el club decidió no continuar con sus filiales, y no inscribió al equipo en la temporada 2023-24 de Regional Preferente.

## Uniforme
- Uniforme titular: Camiseta blanca, pantalón blanco y medias blancas.

## Datos del club
- Temporadas en Primera División: 0
- Temporadas en Segunda División: 0
- Temporadas en Primera Federación: 0
- Temporadas en Segunda Federación: 0
- Temporadas en Tercera Federación: 1
- Mejor puesto en la liga: 16.º en Tercera Federación - Grupo XVI (temporada 2022-23)

### Temporadas
| Temporada | División            | Puesto |
| --------- | ------------------- | ------ |
| 2020-21   | Preferente          | 14.º   |
| 2021-22   | Preferente          | 6.º    |
| 2022-23   | 3ª Fed. (Grupo XVI) | 16.º   |

LEYENDA
```
 :Ascenso de categoría

 :Descenso de categoría
```